# Commelina aspera
Commelina aspera là một loài thực vật có hoa trong họ Commelinaceae. Loài này được G.Don ex Benth. mô tả khoa học đầu tiên năm 1849.